# Élie Magloire Durand
Pour les articles homonymes, voir Durand.
 (septembre 2019).
Si vous disposez d'ouvrages ou d'articles de référence ou si vous connaissez des sites web de qualité traitant du thème abordé ici, merci de compléter l'article en donnant les références utiles à sa vérifiabilité et en les liant à la section « Notes et références ».
Élie (ou Elias) Magloire Durand est un pharmacien et botaniste français né le 25 janvier 1794 à Mayenne et mort le 14 ou le 15 août 1873 à Philadelphie.

## Biographie
Durand est pharmacien dans l’armée française de 1813 à 1814. Il émigre aux États-Unis en 1816 et ouvre une pharmacie à Philadelphie en 1825. Il se marie avec Polymnia Rose Ducatel en 1822 qui meurt la même année. Il se remarie trois ans plus tard avec Marie Antoinette Berauld. Il devient membre de l’Academy of Natural Sciences of Philadelphia en 1825 et de l’American Philosophical Society en 1854. Il est vice-président de l’école de pharmacie en 1844 et introduit de nombreuses techniques aux États-Unis. Il acquiert l’herbier de Thomas Nuttall (1786-1859) et de Constantine Samuel Rafinesque (1783-1840). Ses collections comptent pas moins de cent mille spécimens et dix mille espèces.